# Bawn
En bawn er den forsvarsmur, der omgiver et irsk beboelsestårn. Det er den anglificerede version af det irske ord bábhún (undertiden stavet badhún), som muligvis betyder "kvægborg" eller "kvægindhegning". Det irske ord for "ko" er bó og flertalsformen er ba. Det irske ord for "fæstning, indhegning" er dún, hvis genitiv er dúin.
Det oprindelige formål med en bawn var at beskytte kvæg mod angreb. De omfattede ofte grøfter, der blev forstærket med pæle eller hække. Med tiden blev disse gradvist erstattet af mure. Navnet blev derefter brugt om de mure, der blev opført omkring beboelsestårne.
Engelske og skotske betegnelser for det samme inkluderer "peel" (jf. peel tower) og "barmkin".